# Arthur du Passage
Arthur du Passage est un sculpteur et illustrateur français né à Frohen-le-Grand (Somme) le 24 juin 1838 et mort dans la même localité le 1er février 1909.
Il est principalement connu pour ses bronzes animaliers.

## Biographie

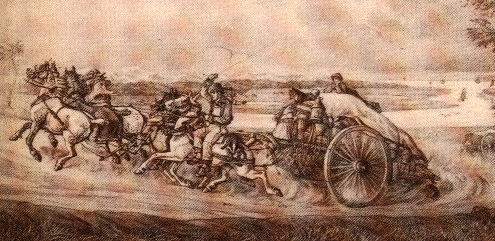
Attelage de chasse-marées picards, lithographie, musée Boucher-de-Perthes.

Arthur du Passage naît au château de Frohen-le-Grand, fils d'Édouard, comte du Passage, et de Sidonie Perrot de Fercourt. Ancien élève de Saint-Cyr, il entame une carrière d'officier de cavalerie tout en suivant des cours de sculpture dans l'atelier d'Antoine Louis Barye et dans celui de Pierre Jules Mène.
Par la suite, au début des années 1880, il fréquente aussi, avec son frère, l'atelier de René Princeteau , où tous deux feront la connaissance du fils, beaucoup plus jeune qu'eux, d'une de leurs relations, Henri de Toulouse Lautrec, qu'ils encourageront dans sa vocation artistique.
Il n'en est encore qu'au début de sa carrière militaire quand, vers 1862, une chute de cheval l'oblige à cesser le service actif.
Il se consacre alors essentiellement à la sculpture et réalise des modèles animaliers, parfois cynégétiques, qu'il fait fondre en bronze. À partir de 1865 et jusqu'en 1893, il participe à de nombreuses reprises au Salon où il expose ses œuvres.
Dans les années 1890-1910, il expose aussi, avec son frère et son fils, régulièrement, à l'ancienne orangerie du Palais des Tuileries, aujourd'hui Musée de l'Orangerie, à Paris, à l'Exposition annuelle des Peintres et Sculpteurs de Chasse et Vénerie. Il y présente des sculptures, mais aussi des dessins et des peintures.
Officier de cavalerie, il centre beaucoup de ses compositions autour d'un cheval. Certaines d'entre elles ont été éditées à d'assez nombreux exemplaires et en plusieurs tailles.
Ses modèles les plus connus sont : 
- Lièvre courant[5] ;
- Chasse au lièvre[6] ;
- Trotteur avec son lad à l'entrainement[7],[8] ;
- Cheval sellé par son lad[9],[10], cette œuvre inspira une peinture d'Henri de Toulouse-Lautrec, Artilleur sellant son cheval[11], aujourd'hui au Musée Toulouse-Lautrec d'Albi[12] ;
- Cheval ramené à l'écurie par son lad[13] ;
- Cheval pansé par son lad[14] ;
- Le Contrebandier[15] ;
- Miss alias Setter et courlis. Oeuvre exposée à deux reprises : en 1891 à la Deuxième exposition des Peintres et Sculpteurs de Chasse et Vénerie[16], à l'Orangerie des Tuileries ; puis au Salon de 1894[17],[18], dans une version sculptée en plâtre, sous le nom de Charles du Passage, puis éditée en bronze sous la signature de son frère, Arthur du Passage ;
- Jeanne d'Arc sur son cheval, tenant son oriflamme et terrassant le léopard britannique, Vaucouleurs, musée Jehanne d'Arc[19].
- Piqueux mettant à la voie[20].

Entre 1879 et 1909, Arthur du Passage expose à six reprises au Salon :
- Le Dernier effort (1880)[21] ;
- Cheval de chasse au trottoir (1881)[22] ;
- "Fil en quatre", étalon de pur sang (1883)[23] ;
- Sur la route d'Auteuil, steeple-chase sous les couvertures (1885)[24] ;
- Au printemps dans le Boulonnais (1890)[25] ;
- Voiture de course romaine, alias char versé tiré par deux chevaux (1893)[26].

Par ailleurs, Arthur du Passage collabore en tant qu'illustrateur aux revues La Vie parisienne et L'Art et la mode.
En 1870-1871, il sert à nouveau comme mobilisé et de 1875 à 1880, dans un régiment territorial.
Arthur du Passage avait pour frère Charles du Passage, vicomte du Passage (1848-1926), également sculpteur animalier,, qui exposa aussi à de nombreuses reprises au Salon, des œuvres qu'il réalisait dans l'atelier de sa propriété, à Boulogne-sur-Mer. Charles du Passage réalisa des bronzes mais aussi de grands sujets animaliers en fonte, destinés à l'ornement des parcs,,,.

### Mariage et descendance
Arthur du Passage épousa en 1870 Maria Van den Bossche (1845-1928) et en eût quatre enfants :
- Madeleine du Passage (1870-1940), mariée en 1896 avec le comte Paul de Borchgrave d'Altena (1867-1921), dont postérité. Tous deux sont, notamment, les grands-parents d'Arnaud de Borchgrave ; ceux de la comtesse Monique de Bousies, mariée avec le prince Baudouin de Ligne, puis avec Jacques Swaters, ceux de Yolande Merlin, mariée avec le baron Paul Rolin ;
- Édouard-Guy du Passage (1872-1925)[38], comte du Passage après son père, veneur, auteur de l'ouvrage "Un Siècle de vénerie dans le nord de la France", dessinateur et peintre[39],[40],[41],[42],[43], auteur de nombreuses œuvres picturales, principalement sur le thème de la chasse à courre[44]. Quelques-unes de ses œuvres ont été reproduites en lithographie[45],[46],[47]. Il épouse en 1905 Marthe Barbier de La Serre (1884-1977), dont postérité ;
- Jacques du Passage (1876-1900) ;
- Humbert du Passage (1878-1905).